# Аллан, Джек
Джон То́мас А́ллан (англ. John Thomas Allan; 16 января 1883, Саут-Шилдс — дата смерти неизвестна), более известный как Джек А́ллан — английский футболист, выступавший на позиции нападающего.

## Футбольная карьера
Начал карьеру в клубе «Бишоп Окленд». В мае 1904 года перешёл в «Манчестер Юнайтед». Дебютировал за команду 3 сентября 1904 года в матче Второго дивизиона против «Берзлем Порт Вейл», сделав в этом матче «дубль». В своём первом сезоне в клубе забил 16 голов в 27 матчах лиги, включая хет-трик в ворота «Берзлем Порт Вейл» 31 декабря 1904 года. В следующем сезоне стал реже попадать в основной состав, сыграв лишь в 6 матчах, в которых забил 6 голов. В июне 1906 года вернулся в «Бишоп Окленд». Дальнейшая его судьба неизвестна.